# Yuki Bhambri
Yuki Bhambri (hindi: यूकी भांबरी) (Nuova Delhi, 4 luglio 1992) è un tennista indiano.
È stato nº 83 nel ranking mondiale di singolare nel 2018, mentre tra gli juniores è stato il nº 1 del mondo nel 2009. Dopo avere saltato le intere stagioni 2019 e 2020 a causa di problemi fisici, ha ripreso a giocare con continuità nel 2022 e si è imposto in doppio, vincendo quattro titoli ATP e raggiungendo nel marzo 2025 il suo miglior ranking di specialità alla 26ª posizione mondiale.

## Carriera

### Tra gli juniores
Consegue risultati eccellenti a livello giovanile, agli Australian Open 2008 perde la semifinale contro il futuro campione Bernard Tomić, e a fine anno si aggiudica il prestigioso Orange Bowl sconfiggendo in finale Jarmere Jenkins. All'inizio del 2009 vince il suo primo torneo del Grande Slam agli Australian Open, entra in tabellone con la testa di serie nº 1, perde un solo set in tutto il torneo e in finale sconfigge 6-3, 6-1 il tedesco Alexandros-Ferdinandos Georgoudas. A fine torneo sale in vetta della classifica mondiale juniores. Agli US Open 2010 si spinge fino ai quarti di finale. Quello stesso anno prende parte ai Giochi olimpici giovanili di Singapore e conquista la medaglia d'argento nel singolare maschile.

### 2007-2009, inizi da professionista, primi titoli ITF ed esordio in Coppa Davis
Nel luglio 2007 fa la prima apparizione tra i professionisti e conquista il primo punto ATP vincendo in singolare al primo turno di un torneo ITF indiano. Due mesi più tardi fa la prima esperienza in un torneo del circuito maggiore alle qualificazioni del Mumbai Open, supera i primi due turni e viene sconfitto nell'incontro decisivo al tie-break del terzo set.
Apre il 2009 facendo il suo esordio nel tabellone principale di un torneo ATP in doppio a Chennai e viene eliminato al primo turno. L'esordio in singolare avviene due mesi dopo al Miami Masters grazie ad una wild-card e viene sconfitto al primo turno da Diego Junqueira. Nell'aprile dello stesso anno alza il primo trofeo da professionista vincendo in singolare il torneo ITF Futures India F3 di Nuova Delhi, e nel corso della stagione vince altri quattro titoli Futures. A settembre debutta nella Squadra indiana di Coppa Davis, viene schierato in singolare in occasione della sfida persa 4-1 contro il Sudafrica e vince l'incontro che lo vede opposto a Izak van der Merwe.

### 2010-2012, primi titoli Challenger
Nel settembre 2010 disputa la sua prima finale Challenger al torneo di doppio del Bangkok Challenger e viene sconfitto in coppia con Ryler Deheart. A fine mese vince il primo incontro nel tabellone principale di un torneo ATP a Kuala Lumpur e viene eliminato al secondo turno. Nel 2011 vince due tornei Futures in singolare e uno in doppio. Nel maggio 2012 vince il primo titolo Challenger nel torneo di doppio del Busan Open in coppia con Divij Sharan. Quello stesso mese arriva anche il primo titolo Challenger in singolare con il successo nella finale di Fergana, su Amir Weintraub per 6-3, 6-3. Entra per la prima volta nella top 200 del ranking di singolare a luglio e il mese successivo nella top 200 di doppio.

### 2013-2015, un quarto di finale in un torneo ATP e top 100 in singolare
Continua a raccogliere successi nel circuito Futures e nel 2013 vince anche un titolo in singolare e uno in doppio nel circuito Challenger. All'inizio del 2014 si spinge per la prima volta fino ai quarti di finale in un torneo ATP a Chennai, supera al primo turno Pablo Carreño Busta e approfitta del ritiro di Fabio Fognini prima di essere eliminato da Vasek Pospisil. Fa quindi il suo esordio in una prova del Grande Slam nel torneo di doppio degli Australian Open, e in coppia con Michael Venus arriva al terzo turno. Nel prosieguo della stagione vince due tornei Challenger in singolare e uno in doppio. A settembre prende parte ai XVII Giochi asiatici disputati a Incheon e conquista la medaglia di bronzo in singolare e in doppio. Non consegue altri risultati di rilievo nel circuito maggiore nel 2014. Dopo le eliminazioni nei primi sei tentativi, supera per la prima volta le qualificazioni in una prova del Grande Slam agli Australian Open 2015 e viene sconfitto al primo turno da Andy Murray. Quell'anno vince tre titoli Challenger in singolare e uno in doppio, a ottobre fa il suo ingresso nella top 100 in singolare e a novembre arriva all'88ª posizione.

### 2016-2017, infortunio, crollo e risalita nel ranking
Nel febbraio 2016 vince il torneo di doppio al Challenger Delhi Open, il mese dopo si infortuna al gomito e deve stare 6 mesi lontano dalle competizioni. Rientra a settembre e si trova al 282º posto del ranking, non consegue risultati di rilievo e a novembre scende al 546º. A fine anno vince un titolo Futures in singolare. Risale la classifica nel 2017, raggiunge il secondo turno nel torneo ATP di Chennai a gennaio e il mese dopo vince un torneo Futures. Inizia quindi una buona serie di risultati nei Challenger raggiungendo tre semifinali tra marzo e maggio. A fine luglio rientra nella top 200 e subito ottiene uno dei migliori risultati in carriera raggiungendo i quarti di finale nell'ATP 500 di Washington, elimina tra gli altri il nº 22 del mondo Gaël Monfils e Guido Pella e viene sconfitto al terzo set da Kevin Anderson. Verso fine anno supera un turno all'ATP di Mosca e vince il Pune Challenger, chiudendo la stagione alla 116ª posizione mondiale.

### 2018, una semifinale ATP in doppio, 83º nel ranking di singolare e nuovo infortunio
Nel 2018 entra nel tabellone principale in tutti i tornei Slam, senza mai superare il primo turno. Inizia la stagione raggiungendo per la prima volta una semifinale ATP nel torneo di doppio a Pune in coppia con Divij Sharan. A febbraio perde una finale Challenger in singolare e a marzo vince il suo primo incontro in un torneo Masters 1000 a Indian Wells battendo Nicolas Mahut, desta sensazione con il successo al secondo turno sul nº 12 del mondo Lucas Pouille e viene quindi eliminato da Sam Querrey. Raggiunge il secondo turno al successivo Masters di Miami. Subito dopo vince il Challenger di Taipei e rientra nella top 100, all'83ª posizione, che rimarrà il best ranking in carriera. Nella seconda parte della stagione soffre per infortuni alle ginocchia e a una caviglia e dopo Wimbledon gioca due soli incontri.

### 2019-2022, quasi tre anni di convalescenza, risalita e top 100 in doppio
Gli infortuni si rilevano più gravi del previsto, non torna a giocare nelle stagioni 2019 e 2020. Rientra nel 2021 e di nuovo si infortuna a un ginocchio, quella stagione gioca solo due tornei in singolare, mentre in doppio ne gioca quattro e vince due titoli ITF assieme a Saketh Myneni. Anche nel 2022 limita i suoi impegni in singolare, gioca invece con regolarità in doppio e vince nell'arco della stagione, sempre con Myneni, due tornei ITF e i tornei Challenger di Salinas, Prostějov, Porto, Lexington e Manacor. Dopo aver vinto tutte le ultime nove finali disputate, a ottobre raggiungono la semifinale al torneo ATP di Seul e Bhambri porta il best ranking di specialità al 102º posto. Nelle settimane successive perdono la finale al Challenger di Gwangju e la semifinale al Busan Open Challenger, risultati con cui entra per la prima volta nella top 100, e a novembre sale al 94º posto.

### 2023, primo titolo ATP, una finale ATP e top 60
Continua a salire nel ranking a inizio 2023 con la vittoria assieme a Mynemi nel Nonthaburi Challenger II, nel circuito ATP raggiungono la semifinale a Dallas e i quarti di finale a Doha e Dubai. Ad aprile vincono un altro titolo Challenger a Gerona e sale al 73º posto mondiale, mentre vengono eliminati in semifinale all'ATP di Monaco di Baviera. Non vanno oltre il secondo turno al Roland Garros. Il 1º luglio Bhambri vede coronata l'ottima stagione con la conquista del suo primo titolo ATP a Maiorca, primo titolo in carriera anche sull'erba; gioca assieme a Lloyd Harris e non perdono alcun set in tutto il torneo; sconfiggono nell'ordine Erler / Miedler, le teste di serie nº 4 Granollers / Zeballos, le nº 1 González / Roger-Vasselin e in finale superano Haase / Oswald con il punteggio di 6-3, 6-4. A fine torneo porta il best ranking alla 58ª posizione mondiale.
Nel periodo successivo entra per la prima volta nei tabelloni di doppio a Wimbledon e agli US Open e raccoglie due sconfitte al primo turno, mentre a Newport raggiunge la semifinale con Myneni. A fine stagione si mette in luce in coppia con Julian Cash, perdono in due set la finale all'ATP di Stoccolma contro Andrej Golubev / Denys Molčanov e la settimana successiva si aggiudicano il titolo al Brest Challenger sconfiggendo Robert Galloway / Albano Olivetti.

### 2024, due titoli e due finali ATP, 42º nel ranking
All'inizio del 2024 si presenta in coppia con Robin Haase e all'esordio stagionale escono in semifinale al Brisbane International. Raggiungono la semifinale anche all'ATP 500 di Dubai e vengono sconfitti da Ivan Dodig / Austin Krajicek dopo aver eliminato i top 20 Jamie Murray / Michael Venus. In coppia con Olivetti perde la semifinale all'ATP di Marrakech e ad aprile vincono la finale all'ATP di Monaco di Baviera contro Andreas Mies / Jan-Lennard Struff dopo due tie-break. In maggio perdono la finale all'ATP di Lione e sale al 52º posto mondiale. Dopo la semifinale raggiunta allo Stuttgart Open, a luglio, vince il suo primo match in carriera a Wimbledon.
A fine mese si aggiudica con Olivetti il suo terzo titolo ATP allo Swiss Open Gstaad, superando in finale Ugo Humbert / Fabrice Martin per 3-6, 6-3, [10-6]. Accede per la prima volta al terzo turno degli US Open grazie alla vittoria sulle teste di serie nº 15 Austin Krajicek / Jean-Julien Rojer, e vengono sconfitti dai numeri 1 Marcel Granollers / Horacio Zeballos. Perdono la finale al Chengdu Open contro Sadio Doumbia / Fabien Reboul e Bhambri sale al 42º posto mondiale.

### 2025, primo titolo ATP 500, due volte quarti di finale in Masters 1000 e 26º nel ranking
All'esordio stagionale perde assieme a Olivetti la semifinale all'Auckland Open e al primo turno degli Australian Open. In coppia con Ivan Dodig esce in semifinale anche al Qatar Open ATP dopo aver eliminato i numeri 1 del mondo Marcelo Arévalo e Mate Pavić. Il buon momento continua con la conquista del suo primo titolo ATP 500 ai Dubai Tennis Championships, questa volta assieme ad Alexei Popyrin, al turno di esordio sconfigge di nuovo Arévalo / Pavić e in finale hanno la meglio sui numeri 3 e 4 del ranking Henry Patten / Harri Heliövaara per 3-6, 7-6, [10-8]; con questo risultato porta il miglior ranking al 39º posto mondiale. Continua l'ascesa nella trasferta statunitense, raggiunge assieme ad André Göransson i suoi primi quarti di finale in un Masters 1000 all'Indian Wells Open, dopo che nel turno precedente aveva di nuovo sconfitto Patten / Heliövaara. Si spinge fino ai quarti anche al Miami Open, questa volta assieme a Nuno Borges, e a fine torneo sale alla 26ª posizione del ranking.
Non ripete i grandi risultati su terra battuta della primavera precedente e cede molte posizioni in classifica. A maggio perde la finale al Challenger 175 del Tournoi International de Bordeaux assieme a Robert Galloway. Continua a giocare con Galloway e raggiunge per la prima volta il terzo turno al Roland Garros. Perdono poi la finale ai Mallorca Championships ed escono al terzo turno anche a Wimbledon.

## Statistiche
Aggiornate al 16 giugno 2025.

### Doppio

#### Vittorie (4)
| Legenda              |
| Grande Slam (0)      |
| ATP Finals (0)       |
| ATP Masters 1000 (0) |
| ATP Tour 500 (1)     |
| ATP Tour 250 (3)     |

| N. | Data           | Torneo                                                 | Superficie  | Compagno        | Avversari in finale             | Punteggio            |
| 1. | 1 luglio 2023  | Mallorca Championships, Maiorca                        | Erba        | Lloyd Harris    | Robin Haase Philipp Oswald      | 6-3, 6-4             |
| 2. | 22 aprile 2024 | Internazionali di Tennis di Baviera, Monaco di Baviera | Terra rossa | Albano Olivetti | Andreas Mies Jan-Lennard Struff | 7-6(6), 7-6(5)       |
| 3. | 21 luglio 2024 | Swiss Open Gstaad, Gstaad                              | Terra rossa | Albano Olivetti | Ugo Humbert Fabrice Martin      | 3-6, 6-3, [10-6]     |
| 4. | 1º marzo 2025  | Dubai Tennis Championships, Dubai                      | Cemento     | Alexei Popyrin  | Harri Heliövaara Henry Patten   | 3-6, 7-6(12), [10-8] |

#### Finali perse (4)
| Legenda              |
| Grande Slam (0)      |
| ATP Finals (0)       |
| ATP Masters 1000 (0) |
| ATP Tour 500 (0)     |
| ATP Tour 250 (4)     |

| N. | Data              | Torneo                                     | Superficie  | Compagno        | Avversari in finale               | Punteggio           |
| 1. | 22 ottobre 2023   | Stockholm Open, Stoccolma                  | Cemento (i) | Julian Cash     | Andrej Golubev Denys Molčanov     | 6(8)-7, 2-6         |
| 2. | 25 maggio 2024    | Open Parc Auvergne-Rhône-Alpes Lyon, Lione | Terra rossa | Albano Olivetti | Harri Heliövaara Henry Patten     | 6-3, 6(4)-7, [8-10] |
| 3. | 24 settembre 2024 | Chengdu Open, Chengdu                      | Cemento     | Albano Olivetti | Sadio Doumbia Fabien Reboul       | 4-6, 6-4, [4-10]    |
| 4. | 29 giugno 2025    | Mallorca Championships, Maiorca            | Erba        | Robert Galloway | Santiago González Austin Krajicek | 1-6, 6-1, [13-15]   |

### Tornei minori

#### Singolare

##### Vittorie (19)
| Legenda singolare |
| Challenger (7)    |
| Futures (12)      |

| N.   | Data              | Torneo                                  | Superficie    | Avversario in finale | Punteggio         |
| 1.   | 26 aprile 2009    | India F3, Nuova Delhi                   | Cemento       | Vishnu Vardhan       | 7-6(1), 6-4       |
| 2.   | 3 maggio 2009     | India F4, Nuova Delhi                   | Cemento       | Raven Klaasen        | 7-6(5), 7-6(5)    |
| 3.   | 4 luglio 2009     | India F5, Nuova Delhi                   | Cemento       | Rohan Gajjar         | 6-2, 7-6(6)       |
| 4.   | 29 agosto 2009    | India F8, Nuova Delhi                   | Cemento       | Vishnu Vardhan       | 6-4, 6-3          |
| 5.   | 3 ottobre 2009    | India F10, Calcutta                     | Cemento       | Rupesh Roy           | 6-3, 7-6(4)       |
| 6.   | 19 marzo 2011     | India F1, Mumbai                        | Cemento       | Roko Karanušić       | 2-6, 7-5, 6-3     |
| 7.   | 22 ottobre 2011   | Nigeria F3, Lagos                       | Cemento       | Ruan Roelofse        | 7-5, 7-5          |
| 8.   | 20 maggio 2012    | Fergana Challenger, Fergana             | Cemento       | Amir Weintraub       | 6-3, 6-3          |
| 9.   | 31 agosto 2013    | Chinese Taipei F1, Taipei               | Cemento       | Kento Takeuchi       | 7-5, 6-4          |
| 10.  | 3 novembre 2013   | Traralgon Challenger, Traralgon         | Cemento       | Bradley Klahn        | 6(13)-7, 6-3, 6-4 |
| 11.  | 17 novembre 2013  | India F9, Nuova Delhi                   | Cemento       | N. Sriram Balaji     | 6-2, 6-2          |
| 12.  | 9 febbraio 2014   | P.L. Reddy Memorial Challenger, Chennai | Cemento       | Aleksandr Kudrjavcev | 4-6, 6-3, 7-5     |
| 13.  | 11 aprile 2015    | Uzbekistan F1, Karshi                   | Cemento       | Dzmitry Zhyrmont     | 6-2, 6-4          |
| 14.  | 12 settembre 2015 | Shanghai Challenger, Shanghai           | Cemento       | Di Wu                | 3-6, 6-0, 7-6(3)  |
| 15.> | 31 ottobre 2015   | Pune Challenger, Pune                   | Cemento       | Evgenij Donskoj      | 6-2, 7-6(4)       |
| 16.  | 24 dicembre 2016  | Hong Kong F4, Hong Kong                 | Cemento       | Shintaro Imai        | 6-4, 7-5          |
| 17.  | 18 febbraio 2017  | India F1, Chandigarh                    | Cemento       | Sriram Balaji        | 6-2, 6-2          |
| 18.  | 17 novembre 2017  | Pune Challenger, Pune                   | Cemento       | Ramkumar Ramanathan  | 4-6, 6-3, 6-4     |
| 19.  | 15 aprile 2018    | Santaizi ATP Challenger, Taipei         | Sintetico (i) | Ramkumar Ramanathan  | 6-3, 6-4          |

#### Finali perse (9)
| Legenda singolare |
| Challenger (5)    |
| Futures (4)       |

| N. | Data              | Torneo                           | Superficie  | Avversario in finale | Punteggio     |
| 1. | 17 aprile 2011    | India F3, Chandigarh             | Cemento     | Vishnu Vardhan       | 6-4, 5-7, 3-6 |
| 2. | 14 aprile 2013    | Qatar F2, Doha                   | Cemento     | Marek Semjan         | 6-3, 6-6 rit. |
| 3. | 25 agosto 2013    | Chinese Taipei F2, Taipei        | Cemento     | Huang Liang-Chi      | 4-6, 7-5      |
| 4. | 22 settembre 2013 | Kaohsiung Cup, Kaohsiung         | Cemento     | Lu Yen-hsun          | 4-6, 3-6      |
| 5. | agosto 2014       | USA F23, Edwardsville            | Cemento     | Mitchell Frank       | 6(5)-7, 2-6   |
| 6. | 22 febbraio 2015  | Delhi Open, New Delhi            | Cemento     | Somdev Devvarman     | 6-3, 4-6, 0-6 |
| 7. | 16 maggio 2015    | Samarkand Challenger, Samarcanda | Terra rossa | Tejmuraz Gabašvili   | 3-6, 1-6      |
| 8. | 26 settembre 2015 | Kaohsiung Cup, Kaohsiung         | Cemento     | Chung Hyeon          | 5-7, 4-6      |
| 9. | 17 febbraio 2018  | Chennai Open Challenger, Chennai | Cemento     | Jordan Thompson      | 5-7, 6-3, 5-7 |

#### Doppio

##### Vittorie (19)
| Legenda singolare |
| Challenger (14)   |
| Futures (5)       |

| N.  | Data             | Torneo                                   | Superficie  | Compagno                 | Avversari in finale                        | Punteggio              |
| 1.  | 22 ottobre 2011  | Nigeria F3, Lagos                        | Cemento     | Ranjeet Virali-Murugesan | Vishnu Vardhan Karan Rastogi               | 6-2, 7-5               |
| 2.  | 12 maggio 2012   | Busan Open, Busan                        | Cemento     | Divij Sharan             | Lee Hsin-Han Peng Hsien-yin                | 1-6, 6-1, [10-5]       |
| 3.  | 6 luglio 2013    | Winnetka USTA Pro Championship, Winnetka | Cemento     | Michael Venus            | Somdev Devvarman Jack Sock                 | 2-6, 6-2, [10-8]       |
| 4.  | 8 febbraio 2014  | P.L. Reddy Memorial Challenger, Chennai  | Cemento     | Michael Venus            | Sriram Balaji Blaž Rola                    | 6-4, 7-6(3)            |
| 5.  | 6 settembre 2014 | Shanghai Challenger, Shanghai            | Cemento     | Divij Sharan             | Somdev Devvarman Sanam Singh               | 7-6(2), 6(4)-7, [10-8] |
| 6.  | 9 maggio 2015    | Karshi Challenger, Karshi                | Cemento     | Adrián Menéndez Maceiras | Sergey Betov Michail Elgin                 | 5-7, 6-3, [10-8]       |
| 7.  | 20 febbraio 2016 | Delhi Open, Nuova Delhi                  | Cemento     | Mahesh Bhupathi          | Saketh Myneni Sanam Singh                  | 6-3, 4-6, [10-5]       |
| 8.  | 6 marzo 2021     | Lucknow M15 Lucknow                      | Cemento     | Saketh Myneni            | Vijay Sundar Prashanth Vinayak Sharma Kaza | 6-2, 6-3               |
| 9.  | 27 novembre 2021 | Gurugram M15 Gurugram                    | Cemento     | Saketh Myneni            | S D Prajwal Dev Rishi Reddy                | 6-4, 7-6(6)            |
| 10  | 12 marzo 2022    | Bophal M15 Bhopal                        | Cemento     | Saketh Myneni            | L. Bathrinath A. Shanmugam                 | 6-4, 6-1               |
| 11. | 26 marzo 2022    | New Delhi M15 Nuova Delhi                | Cemento     | Saketh Myneni            | Anirudh Chandrasekhar Vishnu Vardhan       | 6-4, 6-2               |
| 12. | 8 aprile 2022    | Challenger Salinas, Salinas              | Cemento     | Saketh Myneni            | JC Aragone Roberto Quiroz                  | 4-6, 6-3, [10-7]       |
| 13. | 3 giugno 2022    | Czech Open, Prostějov                    | Terra rossa | Saketh Myneni            | Roman Jebavý Andrej Martin                 | 6-3, 7-5               |
| 14. | 9 luglio 2022    | Porto Open, Porto                        | Cemento     | Saketh Myneni            | Nuno Borges Francisco Cabral               | 6-4, 3-6, [10-6]       |
| 15. | 6 agosto 2022    | Lexington Challenger, Lexington          | Cemento     | Saketh Myneni            | Gijs Brouwer Aidan McHugh                  | 3-6, 6-4, [10-8]       |
| 16. | 3 settembre 2022 | Rafa Nadal Open, Manacor                 | Cemento     | Saketh Myneni            | Marek Gengel Lukáš Rosol                   | 6-2, 6-2               |
| 17. | 14 gennaio 2023  | Nonthaburi Challenger II, Nonthaburi     | Cemento     | Saketh Myneni            | Christopher Rungkat Akira Santillan        | 2-6, 7-6(7), [14-12]   |
| 18. | 1º aprile 2023   | Girona Challenger, Gerona                | Terra rossa | Saketh Myneni            | Íñigo Cervantes Oriol Roca Batalla         | 6-4, 6-4               |
| 19. | 28 ottobre 2023  | Brest Challenger, Brest                  | Cemento (i) | Julian Cash              | Robert Galloway Albano Olivetti            | 6(5)-7, 6-3, [10-5]    |

##### Finali perse (14)
| Legenda tornei minori |
| Challenger (11)       |
| Futures (3)           |

| N.  | Data              | Torneo                                      | Superficie  | Compagno          | Avversari in finale                          | Punteggio              |
| 1.  | 18 settembre 2010 | Bangkok Challenger, Bangkok                 | Cemento     | Ryler Deheart     | Gong Maoxin Li Zhe                           | 3-6, 4-6               |
| 2.  | 5 febbraio 2011   | Cambodia F2, Phnom Penh                     | Cemento     | Vivek Shokeen     | Huang Liang-Chi Lee Hsin-Han                 | 3-6, 4-6               |
| 3.  | 1º ottobre 2011   | Indonesia F4, Giakarta                      | Cemento     | Rohan Gajjar      | Li Zhe Yi Chu-Huan                           | 3-6, 2-6               |
| 4.  | 21 luglio 2012    | Penza Cup, Penza                            | Cemento     | Divij Sharan      | Konstantin Kravčuk Nikolaus Moser            | 7-6(5), 3-6, [7-10]    |
| 5.  | 4 agosto 2012     | Beijing International Challenger, Pechino   | Cemento     | Divij Sharan      | Sanchai Ratiwatana Sonchat Ratiwatana        | 6(3)-7, 6-2, [6-10]    |
| 6.  | 8 settembre 2012  | Shanghai Challenger, Shanghai               | Cemento     | Divij Sharan      | Sanchai Ratiwatana Sonchat Ratiwatana        | 4-6, 4-6               |
| 7.  | 21 settembre 2013 | Kaohsiung Cup, Kaohsiung                    | Cemento     | Wang Chieh-Fu     | Juan Sebastián Cabal Robert Farah            | 4-6, 2-6               |
| 8.  | 19 ottobre 2013   | Australia F10, Sydney                       | Cemento     | Yasutaka Uchiyama | Dane Propoggia Rubin Statham                 | 4-6, 3-6               |
| 9.  | 18 ottobre 2014   | Indore Open ATP Challenger, Indore          | Cemento     | Divij Sharan      | Adrián Menéndez Oleksandr Nedovjesov         | 6-2, 4-6, [3-10]       |
| 10. | 15 agosto 2015    | Aptos Challenger, Aptos                     | Cemento     | Matthew Ebden     | Chris Guccione Artem Sitak                   | 4-6, 6(2)-7            |
| 11. | 22 agosto 2015    | Vancouver Open, Vancouver                   | Cemento     | Michael Venus     | Treat Conrad Huey Frederik Nielsen           | 6(4)-7, 7-6(3), [5-10] |
| 12. | 13 ottobre 2017   | Tashkent Challenger, Tashkent               | Cemento     | Divij Sharan      | Hans Podlipnik-Castillo Andrėj Vasileŭski    | 4-6, 2-6               |
| 13. | 8 ottobre 2022    | Gwangju Open, Gwangju                       | Cemento     | Saketh Myneni     | Nicolás Barrientos Miguel Ángel Reyes Varela | 6-2, 3-6, [6-10]       |
| 14. | 18 maggio 2025    | Tournoi International de Bordeaux, Bordeaux | Terra rossa | Robert Galloway   | Lucas Miedler Francisco Cabral               | 6(1)-7, 6(2)-7         |